# M14 (Gewehr)
Das M14 ist ein US-amerikanisches Schnellfeuergewehr, das die 7,62×51-mm-NATO-Munition verschießt.  Es wurde aus der auf dem M1 Garand basierenden Prototypenserie T44 entwickelt. Das Gewehr wird unter Lizenz auch von der Republik China als T57 produziert und verwendet.
Ab 1957/58 bis Anfang der 1970er Jahre war das M14 die Ordonanzwaffe der US-Streitkräfte.

## Entwicklung
Das M14 (.30 caliber rifle US M14) stellt eine im Prototypenstadium zuletzt als T44E4 bezeichnete Weiterentwicklung aus dem M1 Garand dar, die vom Staatsrüstungsbetrieb Springfield Armory (Massachusetts) nach dem Ende des Zweiten Weltkrieges begonnen wurde. Im Sommer 1956 wurden dazu Truppenversuche des T44-Prototypen im Vergleich zu auf dem T48, einer Konstruktion des belgischen Herstellers Fabrique Nationale auf Basis des FAL Gewehrs, in Fort Benning durchgeführt. Der Prototyp T44 wurde dem T48/FAL auf Grund des geringeren Gewichts und der Konstruktionsweise mit weniger Teilen vorgezogen. Auch dachte man, die Waffe auf den früheren Werkzeugmaschinen des M1 herzustellen, was sich jedoch später als falsch herausstellte. Es wurde ab 1957 in die United States Army als neues Standardgewehr eingeführt und löste das M1 ab. Das Gewehr wurde im Vietnamkrieg eingesetzt. Ab 1967 wurde es schrittweise durch das XM16E1/M16A1 abgelöst. Bei den US-Streitkräften in Europa blieb es jedoch aufgrund der NATO-Abkommen über das Standardkaliber noch länger im Einsatz.
Vom M14 wurden im Zeitraum von 1959 bis 1964 rund 1,3 Millionen Stück produziert.
Heute wird das Gewehr nur noch in geringer Stückzahl von Spezialkräften der US-Streitkräfte sowie der Polizei eingesetzt. Es besteht aber derzeit durch die Erfahrungen in Afghanistan und Irak eine deutliche Tendenz, das M14 wegen der stärkeren Munition und somit höheren Durchschlagskraft sowie besseren effektiven Reichweite als Designated Marksman Rifle (DMR) oder als Enhanced Battle Rifle (EBR) wieder in allen US-Teilstreitkräften einzusetzen.

## Technik

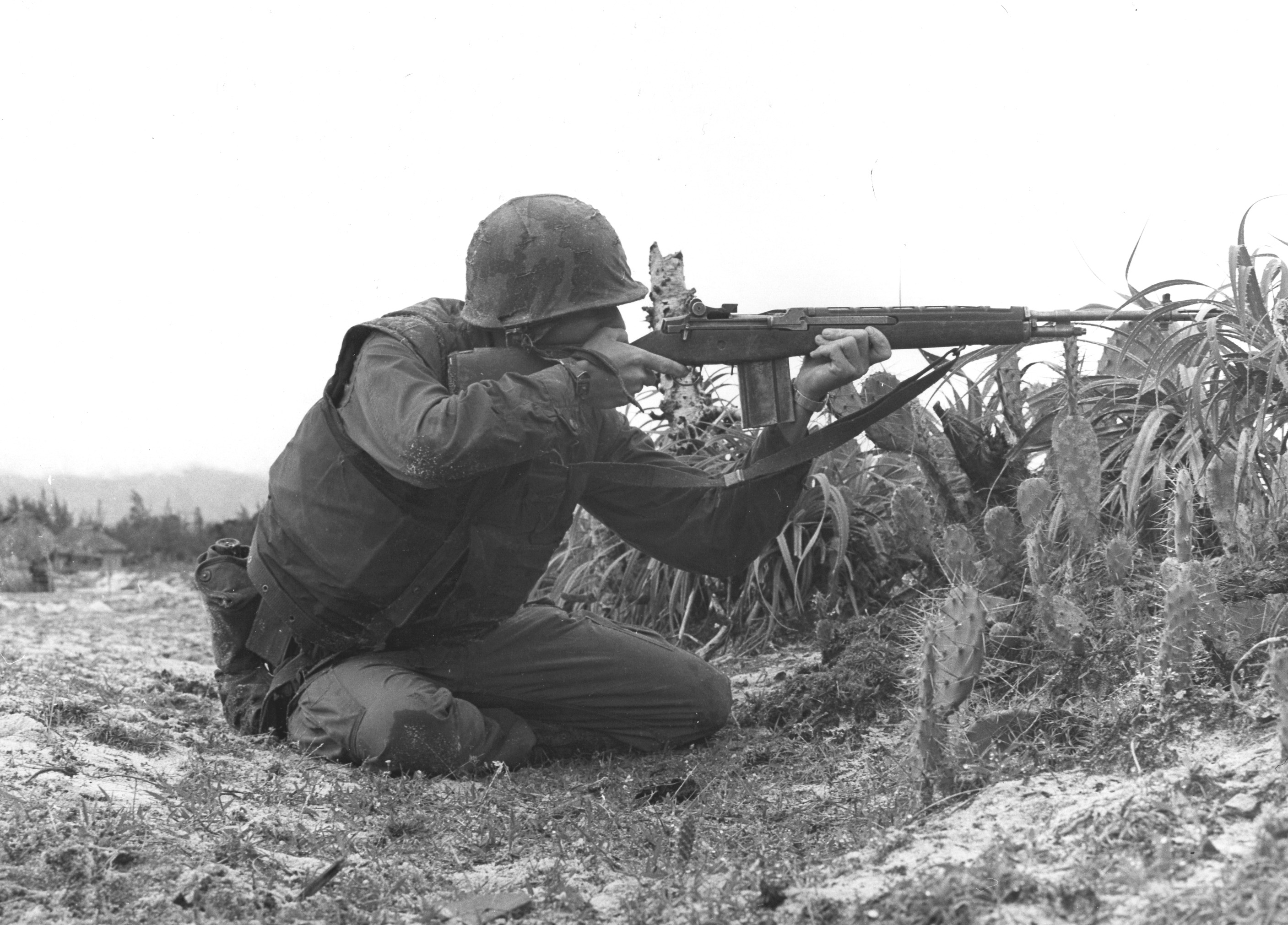
US-Soldat mit einem M14 in Vietnam

Das M14 ist ein luftgekühlter, aufschießender Gasdrucklader mit Drehverschluss. Die Munition wird aus einem wechselbaren Kastenmagazin zugeführt. Der Verschluss entspricht dem des M1-Gewehrs; jedoch wurde zwischen Verschluss und Schubstange ein Rollenbolzen eingebaut, welcher die Reibung zwischen diesen Bauteilen verringert und somit die beim M1 bei nicht ausreichender Schmierung auftretenden Ladehemmungen verhindern sollte. Das Gassystem hat keinen Gasdruckregler; der Gaskolben hat nur einen kurzen Hub, d. h., er bewegt sich über eine kürzere Strecke als die Schubstange und der Verschluss. Der Gaszylinder befindet sich parallel zur Laufachse unter dem Lauf. Im Gaszylinder befindet sich der hohle Gaskolben, der eine Öffnung in der Seitenwand hat, die mit der Gasentnahmebohrung korrespondiert. Passiert das Geschoss den Lauf, tritt ein Teil des beim Verbrennen der Treibladung entstehenden Gases durch die Gasentnahmebohrung in den Gaskolben und schiebt diesen zurück. Durch das Verschieben decken die Bohrungen nicht mehr und es strömt kein zusätzliches Gas mehr in den Gaskolben. Die Bewegung des Gaskolbens wird über die Schubstange auf den Verschluss übertragen, dieser über eine Steuerkurve gedreht, sodass die zwei Verriegelungswarzen aus ihren Widerlagern treten. Das Gassystem verfügt über eine Abschaltvorrichtung, mit der die Zufuhr von Treibladungsgas unterbrochen werden kann, um das System vor Beschädigungen beim Verschießen von Gewehrgranaten zu schützen. Die Einrichtung für Serienfeuer besteht aus einem kurzen Auslösehebel, der auf einer Steuerwelle drehbar gelagert ist; der Wahlschalter befindet sich an der rechten Waffenseite oberhalb des Abzugs. Eine Zugstange verbindet den Auslösehebel mit der Schubstange. Ist das Gewehr auf Serienfeuer eingestellt, stößt die mit dem Verschluss vorlaufende Schubstange mit einem Ansatz gegen einen Haken am Ende der Zugstange und zieht diese nach vorn. Hierdurch betätigt der Auslösehebel das Fangstück (das normalerweise den Hahn festhält, bis der Abzug losgelassen wird). Hat der Schütze den Abzug nicht losgelassen, schnellt der Hahn vor und löst den nächsten Schuss aus.

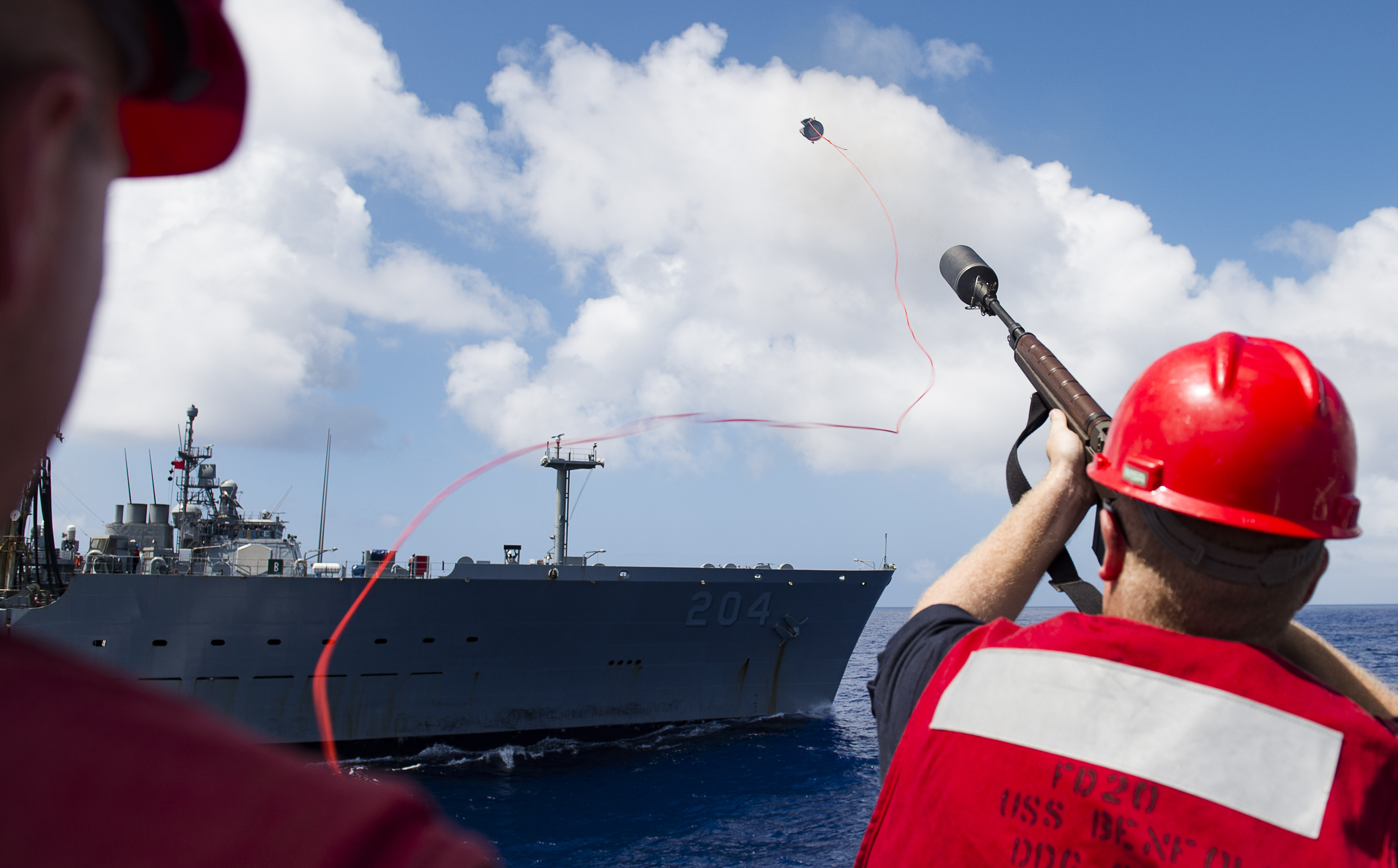
M14 mit Schießbecher wird als Leinenwurfgewehr verwendet

Da das M14 aufgrund seiner Schaftform, des geringen Gewichts und des starken Rückstoßes der verwendeten Munition im Serienfeuer nur schwer zu kontrollieren ist, wurde bei den meisten M14 die Feuerwahleinrichtung blockiert, so dass nur Einzelfeuer geschossen werden kann.
Das Zerlegen des M14 erfolgt wie beim M1: Bei entladener Waffe zieht der Bediener das hintere Ende des Abzugsbügels heraus und schwenkt es in Richtung Mündung. Dann kann er die Abzugsgruppe nach unten und das System nach oben aus dem Schaft nehmen.
Das Magazin des M14 kann in der Waffe aus Ladestreifen geladen werden. Eine entsprechende Halterung befindet sich oberhalb des Verschlusses. Der Verschlussfang, der den Verschluss nach dem letzten Schuss in der offenen Position hält, dient auch dazu, den Verschluss beim Laden mit Ladestreifen festzulegen.
An der linken Gehäuseseite befinden sich zwei Nuten und eine Bohrung zur Befestigung von Zielgeräten. Am Mündungsfeuerdämpfer befindet sich eine Bajonettwarze. In der Kolbenkappe befindet sich eine ausklappbare Schulterauflage; hinter einer kleinen Klappe in der Kolbenkappe sind hier Putzzeug und Zerlegewerkzeug untergebracht.

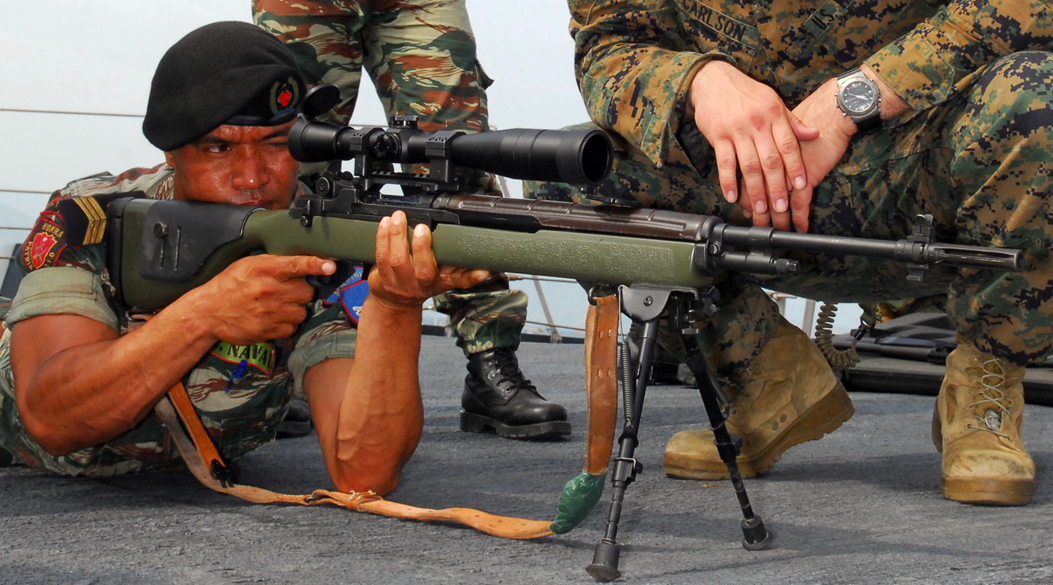
Im feuchtwarmen Klima Vietnams neigte die Holzschäftung zum Aufquellen, was die Präzision beeinflusste. Später erhielt das M14 einen Schaft aus glasfaserverstärktem Kunststoff.

Die lockere Bettung des Systems im Schaft, das Gassystem und einige andere Details der Konstruktion sowie die teilweise schlechte Fertigungsqualität beeinflussen die Trefferleistung des M14 negativ. Um das Gewehr bei den nationalen Schießwettbewerben (National Match) in Camp Perry einsetzen zu können, wurden ausgesuchte M14 umfangreich überarbeitet; bei den als M14 NM (National Match) bezeichneten Gewehren wurde unter anderem das System in eine Glasfaserbettung eingelegt, damit es sich im Schaft nicht mehr bewegen konnte. Für den Einsatz als Scharfschützenwaffe überarbeitete die USAMTU (U.S. Army Marksmanship Training Unit) das M14 NM noch weiter. Das überarbeitete Gewehr wurde als M14 NM (Accurized) bezeichnet und diente als Grundlage für die Entwicklung des XM21-Scharfschützengewehrs (später M21).
Bei neueren Varianten des M14 wurde ein erheblicher Teil der in die NM/M21 eingeflossenen Verbesserungen ebenfalls umgesetzt.

## Verwendung

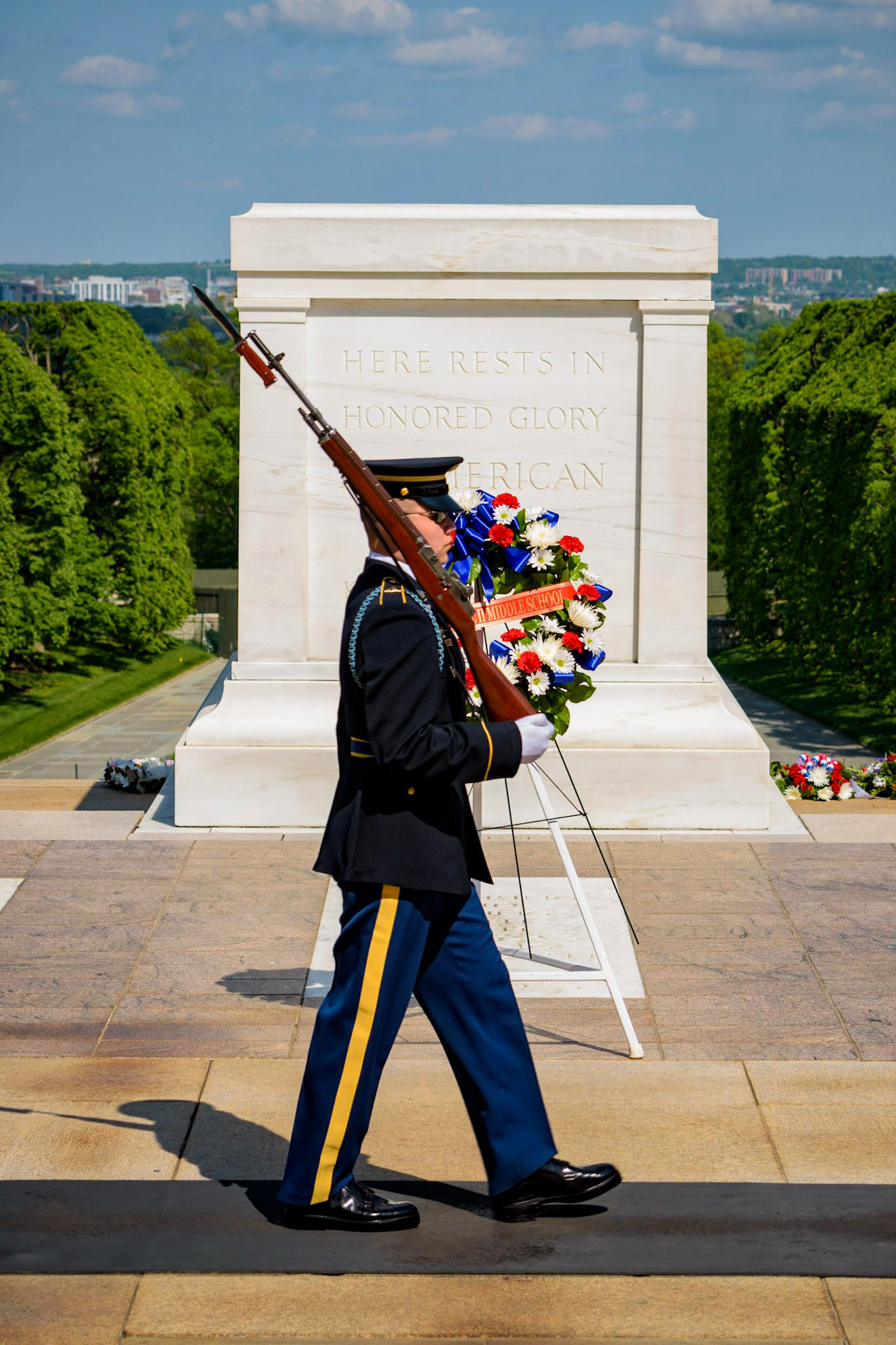
Wachmann mit M14, Nationalfriedhof Arlington

Die Wachen des Weißen Hauses und am Grabmal des unbekannten Soldaten in Arlington tragen noch heute das M14. Ebenso verwenden die Navy Seals ein M14, meist in Scharfschützenausstattung, sowie das M25.

## Varianten
- M14E2: Für den Einsatz als automatisches Gewehr vorgesehen; Schaft mit Pistolengriff, Rückstoßpolster, Zweibein und umlegbarem Sturmgriff. Ein Mündungskompensator ist auf den Mündungsfeuerdämpfer aufgeschoben. Später als M14A1 bezeichnet.M14E2

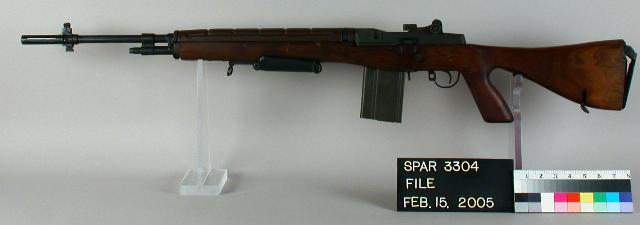
M14E2

- M1A: Halbautomatische Zivilversion, die von der zivilen Firma „Springfield Armory“ (die nichts mit dem staatlichen Betrieb zu tun hat) gefertigt wurde.
- M1A SOCOM 16: Oft fälschlicherweise als M14 SOCOM bezeichnet. Variante der M1A. Sie besitzt jedoch im Gegensatz zu dieser einen kürzeren Lauf (16 Zoll) und einen Polymerschaft mit eingearbeiteter Picatinny-Schiene.
- M1A SOCOM II: Wie M1A SOCOM 16, jedoch mit einer durchgängigen Picatinny-Schiene auf der Waffe. Zusätzlich können Picatinny-Schienen an den Seiten und der Unterseite befestigt werden.
- M21: Scharfschützenvariante
- M25: Scharfschützenvariante
- M14 DMR (Designated Marksman Rifle), Schaft aus glasfaserverstärktem Kunststoff mit Pistolengriff und höhenverstellbarer Schaftbacke.
- Mk14 EBR: „Enhanced Battle Rifle“ (verbessertes Gefechtsgewehr), Aluminiumschaft mit Pistolengriff, ausziehbarer Schulterstütze und Picatinny-Schienen.Mk14 Mod 0 Enhanced Battle Rifle

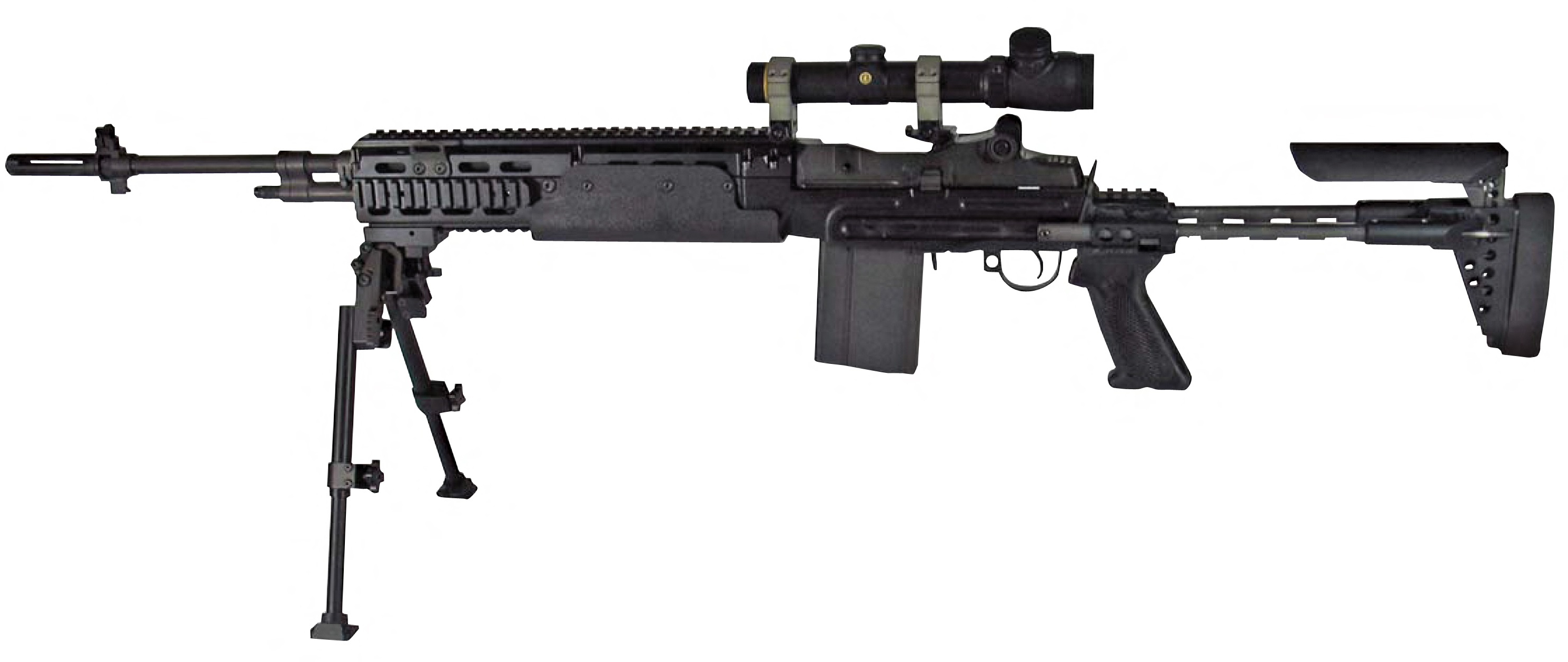
Mk14 Mod 0 Enhanced Battle Rifle